# ماگاس
ماگاس (به روسی: Мага́с) مرکز جمهوری اینگوشتیای فدراسیون روسیه است.
شهر ماگاس در سال ۱۹۹۵ بنیاد شد و در سال ۲۰۰۲ بجای شهر نازران که پیشتر پایتخت این جمهوری بود به پایتختی برگزیده شد. جمعیت ماگاس تنها ۵۲۴ نفر است (برآورد ۲۰۱۰).

## پیشینه
مسعودی، تاریخ‌نگار مسلمان، پایتخت الان‌ها را «معص» می‌نویسد که تصحیفی از «مغص» و این نیز خود معرّب «مگس» است که می‌تواند به شهر امروزی ماگاس اشاره داشته باشد.

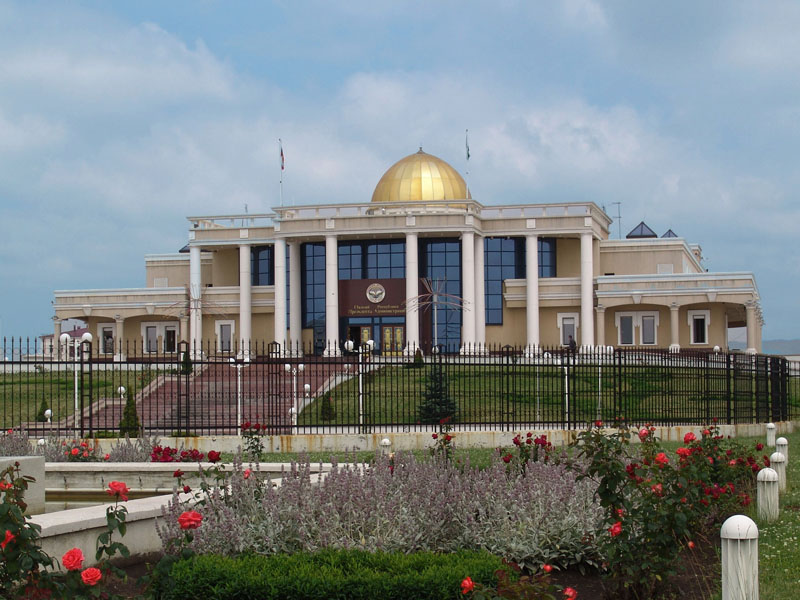

«مگس» پایتخت الان بود که در طی حمله مغول در سال ١٢٣٩م ویران شد. عطاملک جوینی، تاریخ‌نگار ایرانی دوره مغولان شرحی از این لشکرکشی را در «ذکر استخلاص بلغار و حدود آس و روس» آورده‌است: «بابتدا شهر بلغار را که به مناعت موضع و عُدَد بسیار در آفاق مشهور بود به قهر و قسر بگرفتند و اسوه بأمثالها خلق آن را بکشتند و اسیر راندند و از آنجا متوجه بلاد روس گشتند و اطراف آن را مستخلص کردند تا شهر مکس که خلق آن به عدد مور و ملخ بود و جوانب بغیاض و بیشه ملتف بود، چنانک مار را از میان گذر نبود. به اتفاق پادشاه‌زادگان بر جانبهای آن بایستادند و به ابتدا از هر سویی در پهنای آنک سه چهار گردون بر مقابل یکدیگر روان شود راه ساختند و مجانیق بر بارهٔ آن نهادند. در مدت چند روز در آن شهر جز هم نام آن نگذاشتند و غنایم بسیار یافتند و فرمان رسانیدند تا گوشهای راستِ مردم باز کردند. دویست و هفتاد هزار گوش در شمار آمد و از آنجا پادشاه‌زادگان عزم مراجعت کردند.»